# Carlos Baleba
Carlos Noom Quomah Baleba (Douala, 3 gennaio 2004) è un calciatore camerunese, centrocampista del Brighton.

## Caratteristiche tecniche
Gioca principalmente nel ruolo di mediano, dove sfrutta la sua visione di gioco e la capacità di recupero del pallone. Può ricoprire anche il ruolo di centrocampista centrale.

## Carriera

### Club
Lille
Il 14 gennaio 2022 viene acquistato dal Lilla, con cui si lega fino al 2026. Il 7 agosto seguente esordisce in prima squadra, nella partita di Ligue 1 vinta per 4-1 contro l'Auxerre.
Brighton
Il 29 maggio 2023 viene acquistato dal Brighton per 27 milioni di euro, con cui firma un contratto quinquennale. Il 18 settembre 2024 segna il suo primo goal in Efl Cup nella vittoria per 3-2 contro il Wolverhampton. Il 28 settembre successivo segna il suo primo goal in Premier League nella sconfitta in trasferta per 4-2 contro il Chelsea. Il 5 dicembre torna al goal nella sconfitta in trasferta per 3-1 contro il Fulham. Il 26 aprile 2025 segna il goal vittoria contro il West Ham, decisivo per il 3-2 finale.

### Nazionale
Nel maggio 2024 viene convocato per la prima volta dal Camerun, con cui esordisce l'8 giugno del medesimo anno nel successo per 4-1 contro Capo Verde.

## Statistiche

### Presenze e reti nei club
Statistiche aggiornate al 25 maggio 2025.
| Stagione        | Squadra         | Campionato      | Campionato | Campionato | Coppe nazionali | Coppe nazionali | Coppe nazionali | Coppe continentali | Coppe continentali | Coppe continentali | Altre coppe | Altre coppe | Altre coppe | Totale | Totale |
| Stagione        | Squadra         | Comp            | Pres       | Reti       | Comp            | Pres            | Reti            | Comp               | Pres               | Reti               | Comp        | Pres        | Reti        | Pres   | Reti   |
| --------------- | --------------- | --------------- | ---------- | ---------- | --------------- | --------------- | --------------- | ------------------ | ------------------ | ------------------ | ----------- | ----------- | ----------- | ------ | ------ |
| 2022-2023       | Lilla           | L1              | 19         | 0          | CF              | 2               | 0               | -                  | -                  | -                  | -           | -           | -           | 21     | 0      |
| ago.2023        | Lilla           | L1              | 2          | 0          | CF              | 0               | 0               | UECL               | 0                  | 0                  | -           | -           | -           | 2      | 0      |
| Totale Lille    | Totale Lille    | Totale Lille    | 21         | 0          |                 | 2               | 0               |                    | 0                  | 0                  |             | -           | -           | 23     | 0      |
| ago.2023-2024   | Brighton        | PL              | 27         | 0          | FACup+CdL       | 3+1             | 0+0             | UEL                | 6                  | 0                  | -           | -           | -           | 37     | 0      |
| 2024-2025       | Brighton        | PL              | 34         | 3          | FACup + CdL     | 4+2             | 0+1             | -                  | -                  | -                  | -           | -           | -           | 40     | 4      |
| Totale Brighton | Totale Brighton | Totale Brighton | 61         | 3          |                 | 10              | 1               |                    | 6                  | 0                  |             | -           | -           | 77     | 4      |
| Totale carriera | Totale carriera | Totale carriera | 82         | 3          |                 | 12              | 1               |                    | 6                  | 0                  |             | -           | -           | 100    | 4      |

### Cronologia presenze e reti in Nazionale
| Cronologia completa delle presenze e delle reti in nazionale ― Camerun | Cronologia completa delle presenze e delle reti in nazionale ― Camerun | Cronologia completa delle presenze e delle reti in nazionale ― Camerun | Cronologia completa delle presenze e delle reti in nazionale ― Camerun | Cronologia completa delle presenze e delle reti in nazionale ― Camerun | Cronologia completa delle presenze e delle reti in nazionale ― Camerun | Cronologia completa delle presenze e delle reti in nazionale ― Camerun | Cronologia completa delle presenze e delle reti in nazionale ― Camerun |
| Data                                                                   | Città                                                                  | In casa                                                                | Risultato                                                              | Ospiti                                                                 | Competizione                                                           | Reti                                                                   | Note                                                                   |
| ---------------------------------------------------------------------- | ---------------------------------------------------------------------- | ---------------------------------------------------------------------- | ---------------------------------------------------------------------- | ---------------------------------------------------------------------- | ---------------------------------------------------------------------- | ---------------------------------------------------------------------- | ---------------------------------------------------------------------- |
| 8-6-2024                                                               | Yaoundé                                                                | Camerun                                                                | 4 – 1                                                                  | Capo Verde                                                             | Q. Mondiale 2026                                                       | -                                                                      | 79’ 80’                                                                |
| 11-6-2024                                                              | Luanda                                                                 | Angola                                                                 | 1 – 1                                                                  | Camerun                                                                | Q. Mondiale 2026                                                       | -                                                                      |                                                                        |
| 7-9-2024                                                               | Douala                                                                 | Camerun                                                                | 1 – 0                                                                  | Namibia                                                                | Q. Coppa d'Africa 2025                                                 | -                                                                      |                                                                        |
| 10-9-2024                                                              | Kampala                                                                | Zimbabwe                                                               | 0 – 0                                                                  | Camerun                                                                | Q. Coppa d'Africa 2025                                                 | -                                                                      | 90+6’                                                                  |
| 11-10-2024                                                             | Yaoundé                                                                | Camerun                                                                | 4 – 1                                                                  | Kenya                                                                  | Q. Coppa d'Africa 2025                                                 | -                                                                      | 65’                                                                    |
| 19-3-2025                                                              | Mbombela                                                               | eSwatini                                                               | 0 – 0                                                                  | Camerun                                                                | Q. Mondiale 2026                                                       | -                                                                      |                                                                        |
| 25-3-2025                                                              | Yaoundé                                                                | Camerun                                                                | 3 – 1                                                                  | Libia                                                                  | Q. Mondiale 2026                                                       | -                                                                      | 66’                                                                    |
| Totale                                                                 |                                                                        | Presenze                                                               | 7                                                                      |                                                                        | Reti                                                                   | 0                                                                      |                                                                        |